# United Lodge of Theosophists
Die United Lodge of Theosophists oder kurz ULT bzw. U.L.T. ist eine 1909 von Robert Crosbie in Los Angeles gegründete theosophische Organisation.

## Vorgeschichte
Robert Crosbie war Mitglied der Theosophischen Gesellschaft in Amerika (TGinA). 1904 kam es zum Bruch mit der Leiterin Katherine Tingley. Crosbie verließ daraufhin die TGinA und gründete 1906 mit einigen interessierten Nachbarn in South Pasadena eine theosophische Studiengruppe. Kurz darauf erhielt er von Ernest T. Hargrove und seiner Theosophischen Gesellschaft in Amerika (Hargrove) (TGinA-Hargrove) eine Stiftungsurkunde zur Gründung einer Loge in Los Angeles. Als die TGinA-Hargrove 1907 erwog, ihren Namen auf The Theosophical Society zu ändern, fasste Crosbie die Gründung einer neuen Organisation ins Auge.

## Gründung der ULT
Crosbie entwarf 1907 mit sieben weiteren Mitgliedern eine Declaration of the United Lodge of Theosophists, die die Gründung der ULT auf Basis des Gedankenguts von Blavatsky und Judge vorsah. Die Declaration  bildet bis heute (2006) die einzige Grundlage der ULT. Sie besteht aus etwa 280 Wörtern und regelt die gesamte Ausrichtung und Organisation der Gruppe. Darin wird die Unabhängigkeit der ULT proklamiert und jegliche Auseinandersetzung über die Ausrichtung der theosophische Lehre abgelehnt. Am 17. November 1908 veröffentlichte Crosbie seine Gedanken in einem Rundschreiben To all open-mindet Theosophists und am 18. Februar 1909 wurde die ULT in Los Angeles gegründet.
Es gibt keine Mitgliedschaft und Vorträge und Publikationen werden überwiegend anonym gehalten. Personenkult werde vermieden.

## Entwicklung
Nach der Gründung durch Robert Crosbie im Jahre 1909, wuchs die ULT nur langsam. Im November 1912 gab Crosbie die Zeitschrift Theosophy als Publikationsorgan der ULT heraus. Im selben Jahr rief er die erste (ULT-)Theosophische Schule, diese entsprach etwa der Esoterischen Sektion anderer TGs, ins Leben. 1916 konnte er zwei neue Logen, mit angeschlossener Schule in San Francisco und Berkeley eröffnen. Nachdem Crosbie am 25. Juni 1919 verstorben war, wurde die Auflösung der ULT oder eine Wiederangliederung an die TGinA-Hargrove erwogen.
Bahman Pestonji Wadia war mit den Änderungen der Theosophie Blavatskys in der Adyar-TG unzufrieden, weshalb er am 18. Juli 1922 austrat und Mitglied der ULT wurde. Er förderte die bestehenden Studiengruppen und rief durch Vorträge und schriftliche Unterweisungen neue Gruppen ins Leben. 1923 gründete er an der Ostküste der USA mehrere neue Logen, 1925 gelang ihm die erste Logengründung außerhalb der USA in Großbritannien. Es folgten 1928 Frankreich und, als Konkurrenz der Adyar-TG im eigenen Land, 1929 eine Loge in Mumbai, ab 1930 brachte er eine neue Zeitschrift, The Aryan Path, speziell für Indien heraus. Am 11. August 1945 rief Wadia The Indian Institute of World Culture (IIWC) in Bangalore ins Leben, eine speziell auf indische Verhältnisse ausgerichtete Schwesterorganisation der ULT. Während seiner Tätigkeit für die ULT wurden weitere Logen in den USA, Indien, den Niederlanden und Belgien gegründet.

## Lehre
Die Werke Blavatskys und Judges bilden die Grundlage der ULT-Theosophie. Mit Einschränkungen werden auch mit der Theosophie übereinstimmende Titel, vor allem östlicher Philosophie und antiker griechischer Literatur als kanonisch betrachtet. Nur diese habe ein Schüler zu studieren und im praktischen Leben umsetzen. Um die „Reinheit“ der Lehre zu gewährleisten, wurden von der ULT Faksimile-Neudrucke der Blavatsky-Erstausgaben hergestellt. Andere Ausgaben, vor allem solche anderer Theosophischer Gesellschaften (TG), die manchmal kleinere Korrekturen oder Anpassungen an heutige Schreibweisen beinhalten, werden als häretisch abgelehnt.